# Pegomya glabroides
Pegomya glabroides är en tvåvingeart som beskrevs av Verner Michelsen 2008. Pegomya glabroides ingår i släktet Pegomya och familjen blomsterflugor. Arten är reproducerande i Sverige. Inga underarter finns listade i Catalogue of Life.